# Litauische Badmintonmeisterschaft 2022
Die Litauische Badmintonmeisterschaft 2022 fand vom 23. bis zum 24. April 2022 in Panevėžys statt. Es war die 60. Austragung der nationalen Titelkämpfe von Litauen im Badminton.

## Medaillengewinner
| Disziplin    | Gold                                      | Silber                              | Bronze                            |
| ------------ | ----------------------------------------- | ----------------------------------- | --------------------------------- |
| Herreneinzel | Danielius Beržanskis                      | Jonas Petkus                        | Ignas Reznikas                    |
| Dameneinzel  | Samanta Golubickaitė                      | Perla Murėnaitė                     | Viltė Paulauskaitė                |
| Herrendoppel | Danielius Beržanskis Jonas Petkus         | Tomas Vaškevičius Benas Vaškevičius | Edgaras Slušnys Giedrius Dima     |
| Damendoppel  | Jogailė Kelečiūtė Monika Sukackaitė       | Perla Murėnaitė Viltė Paulauskaitė  | Gerda Trakymaitė Vaida Slušniene  |
| Mixed        | Vilius Bagdanavičius Samanta Golubickaitė | Dovydas Razas Viltė Paulauskaitė    | Jonas Petkus Rebeka Aleksevičiūtė |